# جريئة (ألبوم)
جريئة (بالإنجليزية: Fearless)‏ هو الألبوم الستوديو الثاني لمغنية البوب الريفي الفنانة الأمريكية تايلور سويفت، تم إصدار الألبوم في 11 نوفمبر 2008، من قبل تسجيلات بيغ ماشين. بيع من الألبوم 592,000 نسخة خلال أول أسبوع من إصداره في الولايات المتحدة.
لاحقاً أصبح جريئة أول ألبوم يباع منه مليون نسخة في 2009، واكتسب لقب الألبوم الأكثر مبيعاً في 2009. كما فاز الألبوم بستة أسطوانات بلاتينية في 11 فبراير، 2010. وفاز في حفل جوائز الغرامي الثاني والخمسون جائزتي: ألبوم العام وأفضل ألبوم كاونتري للعام.

## قائمة أغاني الألبوم
| #   | عنوان                                           | المدة |
| --- | ----------------------------------------------- | ----- |
| 1.  | "جريئة (Fearless)"                              | 4:01  |
| 2.  | "الخامسة عشر (Fifteen)"                         | 4:54  |
| 3.  | "قصة حب (Love Story)"                           | 3:56  |
| 4.  | "يا ستيفن (Hey Stephen)"                        | 4:14  |
| 5.  | "حصان أبيض (White Horse)"                       | 3:55  |
| 6.  | "مكانك معي (You Belong With Me)"                | 3:52  |
| 7.  | "تنفس (Breathe)" (مع كولبي كايلات)              | 4:23  |
| 8.  | "قل لي لماذا (Tell Me Why)"                     | 3:20  |
| 9.  | "أنت ليس آسفاً (You're Not Sorry)"               | 4:21  |
| 10. | "الطريقة التي أحببتك بها (The Way I Loved You)" | 4:07  |
| 11. | "دائماً وإلى الأبد (Forever & Always)"           | 3:45  |
| 12. | "أفضل يوم (The Best Day)"                       | 4:05  |
| 13. | "تغير (Change)"                                 | 4:40  |

## روابط خارجية
- جريئة على موقع ميتاكريتيك (الإنجليزية)
- جريئة على موقع الموسوعة البريطانية (الإنجليزية)
- جريئة على موقع أول موفي (الإنجليزية)